# Дёготь, Владимир Александрович
Влади́мир Алекса́ндрович Дёготь (20 февраля 1889 —3 апреля 1944) — большевик, профессиональный революционер, советский профсоюзный и государственный функционер.

## Биография
Родился 20 февраля 1889 года в небольшом селении Голубовка-Брикваново Балтского уезда Каменец-Подольской губернии в бедной еврейской семье, которая переехала в Одессу, когда мальчику было четыре года. В возрасте восьми лет начал работать на чайной фабрике Высоцкого. Потом стал учеником переплётчика на канатной фабрике. Был вовлечён в нелегальный революционный кружок. Проживал на улице Мещанской, дом 16 у своей сестры Ханны Горлих, где проводились собрания революционеров, которые поручали юноше некоторые задания.
В 1904 году вступил в РСДРП. Участник революции 1905—1907 гг. в Одессе. Член городского комитета РСДРП и руководитель подпольной типографии, где печаталась газета «Одесский рабочий». В 1905 году во время еврейского погрома руководил одним из отрядов самообороны на Мещанской, Базарной и Треугольной улицах. Он вспоминал: «На нашем участке стояла воинская часть, офицер которой не допускал погрома на этих улицах и однажды даже приказал открыть огонь по казакам, когда те защищали от нас хулиганов».
В 1907 году типография провалилась, и Дёготь был вынужден бежать во Францию. В Париже Дёготь познакомился с Лениным, Зиновьевым, Семашко, Лядовым, Мануильским и другими большевиками, примкнул к большевистской фракции и стал работать переплётчиком в типографии ЦК большевиков. Живя во Франции, в совершенстве овладел разговорным французским языком. В 1909 году Ленин направил его обратно в Одессу, где в очередной раз был арестован весь местный комитет большевиков. Дёготь вспоминал: «Перед отъездом из Парижа мы договорились с Ильичом, что, как только будет возможность, издать прокламацию от имени Одесского комитета, чтобы её напечатали, несмотря на то, что Комитета не будет, что Комитет будет в моем лице». Уже в январе 1910 года были арестованы все члены Одесского комитета: Дёготь, В. Воровский, Ш. Г. Минц, Н. Б. Шейнман, Р. И. Хазанова и А. А. Агеев, всего 52 человека, в очередной раз разгромлена подпольная типография. Дёготь получил ссылку в Енисейскую губернию. Прибыв на место ссылки, он вскоре бежал обратно во Францию, получив деньги на дорогу от Н. К. Крупской.
Во Франции Дёготь оставался до самой Февральской революции, после которой смог вернуться обратно в Одессу. Вернувшись, устроился в типографию «Одесских новостей», но вскоре был избран в Одесский городской Совет рабочих и солдатских депутатов, в июле 1917 года — в Исполком Совета. Был избран членом одесской делегации на III съезд Советов. После съезда вернулся в Одессу и был избран в коллегию Исполкома Совета, состоявшую из трех человек: левого эсера Фишмана и большевиков Дёготя и Воронского. По недоразумению (как объяснял это сам — был ограблен в ночь эвакуации) не смог эвакуироваться перед падением Одесской советской республики и был вынужден остаться на нелегальном положении в оккупированной австрийскими войсками Одессе.
Зимой 1918—1919 годов ему поступило предложение войти в создаваемую Иностранную коллегию. По воспоминаниям самого Дёготя, именно он был её единоличным руководителем, что, впрочем, противоречит данным советской историографии. О работе одесского подполья в период интервенции оставил воспоминания. В частности, им описана анекдотическая ситуация, когда при наборе первого номера газеты на французском языке «Le Communiste» наборщик ошибся и вместо предлога Le набрал предлог La, поменяв таким образом «коммуниста» в «коммунистку». Весь напечатанный тираж пришлось уничтожить и печатать новый.
Когда в конце февраля 1919 года подпольщикам стало ясно, что их выследила контрразведка Добровольческой армии (под командованием профессионального контрразведчика В. Г. Орлова), Дёготь был командирован в село в 80 верстах от Одессы для организации нового подпольного комитета большевиков. Это спасло его от ареста.
После установления в Одессе советской власти возглавлял Иностранную коллегию, работавшую уже в легальных условиях. По собственным воспоминаниям, продолжал оставаться на своём посту вплоть до прихода белых, после чего перешёл на нелегальное положение.
Вскоре получил задание Коминтерна пробраться в Западную Европу для организации каналов связи с местными коммунистическими партиями и организации мировой революции. Смог выехать из Одессы на пароходе при помощи белого офицера, которого в своё время спас из ЧК. Неоднократно посещал Италию, Францию, Германию и Советскою Россию, пересекая границы по подложным документам с заданиями по финансированию местных коммунистических групп. Несмотря на предпринятые меры конспирации, был в конце концов опознан на французско-немецкой границе и заключён во французскую тюрьму, из которой спустя 3 месяца, благодаря кампании по его освобождению, проведённой французскими коммунистами, был выслан обратно в Советскую Россию.
После возвращения в СССР был избран делегатом III конгресса Коминтерна. Назначался председателем Иваново-Вознесенского губернского совета профсоюзов, заместителем директора Тимирязевской академии, заместителем наркома труда. В 1933 он становится  старшим помощником Прокурора РСФСР и ему поручают заниматься вопросами общего надзора. 
Был обвинён в троцкизме, уволен из прокуратуры, исключён из ВКП(б), работал начальником сектора труда в монтажном тресте и 27 июля 1938 г. был арестован. Вины не признал. Был приговорён к 10 годам лишения свободы. По официальным данным, умер в 1944 году. В 1956 году был реабилитирован.

## Мемуары
Деготь В.А. Под знаменем большевизма: Записки подпольщика. — М.: Издательство Всесоюзного общества политкаторжан и ссыльно-поселенцев, 1927. — 165 с. — (Историко-революционная библиотека журнала „Каторга и ссылка“. Воспоминания, исследования, документы и др. материалы из истории революционного прошлого России. Книга XVIII).